# Centerblog

Centerblog est un hébergeur de blogs gratuits, créé en 2005, utilisant l'adresse centerblog.net.